# 키플링 (브랜드)
키플링(Kipling)은 핸드백, 백팩, 토트백, 여행가방 및 기타 액세서리를 판매하는 브랜드다. 1987년 벨기에 앤트워프에서 설립되었으며, 2004년부터는 VF 코퍼레이션에 인수 되었다. 현재 키플링은 앤트워프, 뉴저지, 상파울루, 홍콩에 있는 본사 사무실을 통해 약 250명의 직원을 두고 있다. 키플링 가방은 전 세계 80개국 이상에서 판매되고 있으며, 7,500개 이상의 매장에서 찾아볼 수 있다.

## 역사
키플링은 1987년 앤트워프에서 디자이너 자비에르 케겔스(이후 Hedgren 브랜드도 설립), 폴 반 더 벨더, 그리고 세 번째 공동 창업자인 뱅상 하버르베케에 의해 설립되었다. 브랜드명은 아동 문학 《정글 북》의 작가 러디어드 키플링에서 영감을 받아 지어졌다.
2004년 6월, 미국의 글로벌 의류·신발 기업인 VF 코퍼레이션이 키플링을 인수했다. 키플링은 이후 VF의 ‘스포츠웨어’ 카테고리에 포함되었다.

### 타임라인
- 1986년: 키플링의 창업자들이 벨기에 앤트워프에서 새 가방 브랜드를 만들기로 결정[6]
- 1989년: 북미와 일본 시장 진출
- 1993년: 중앙아메리카 시장 진출
- 2004년: VF 코퍼레이션의 포트폴리오에 합류

2023년에는 영화 《바비》 개봉에 맞춰 키플링과 바비가 협업한 핸드백 컬렉션 출시했다. 그 외 협업으로는 패션 디자이너 김민주와 헬로키티(2022년부터 협업) 등이 있다.

## 브랜드 및 제품

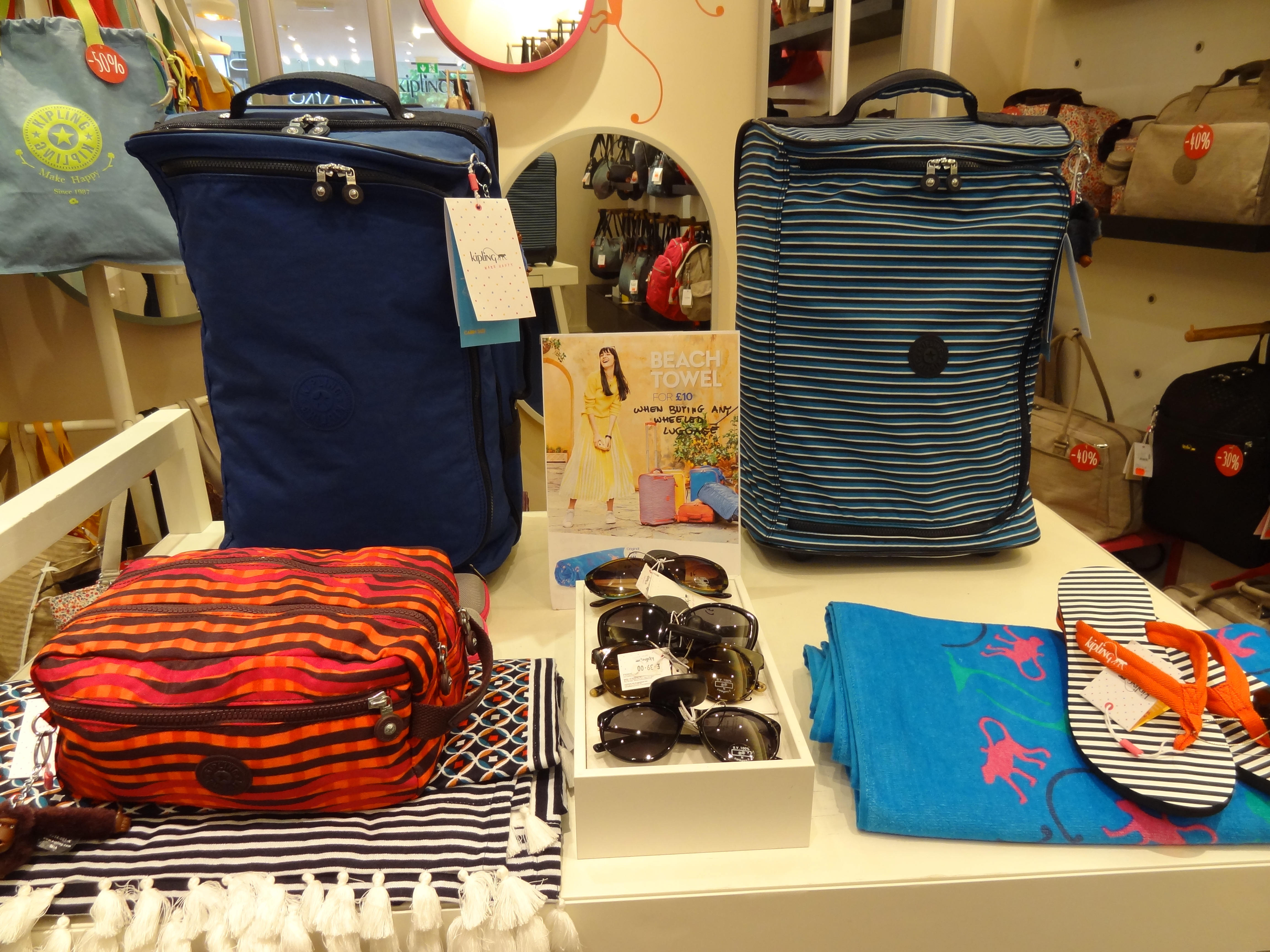
진열된 키플링 제품들

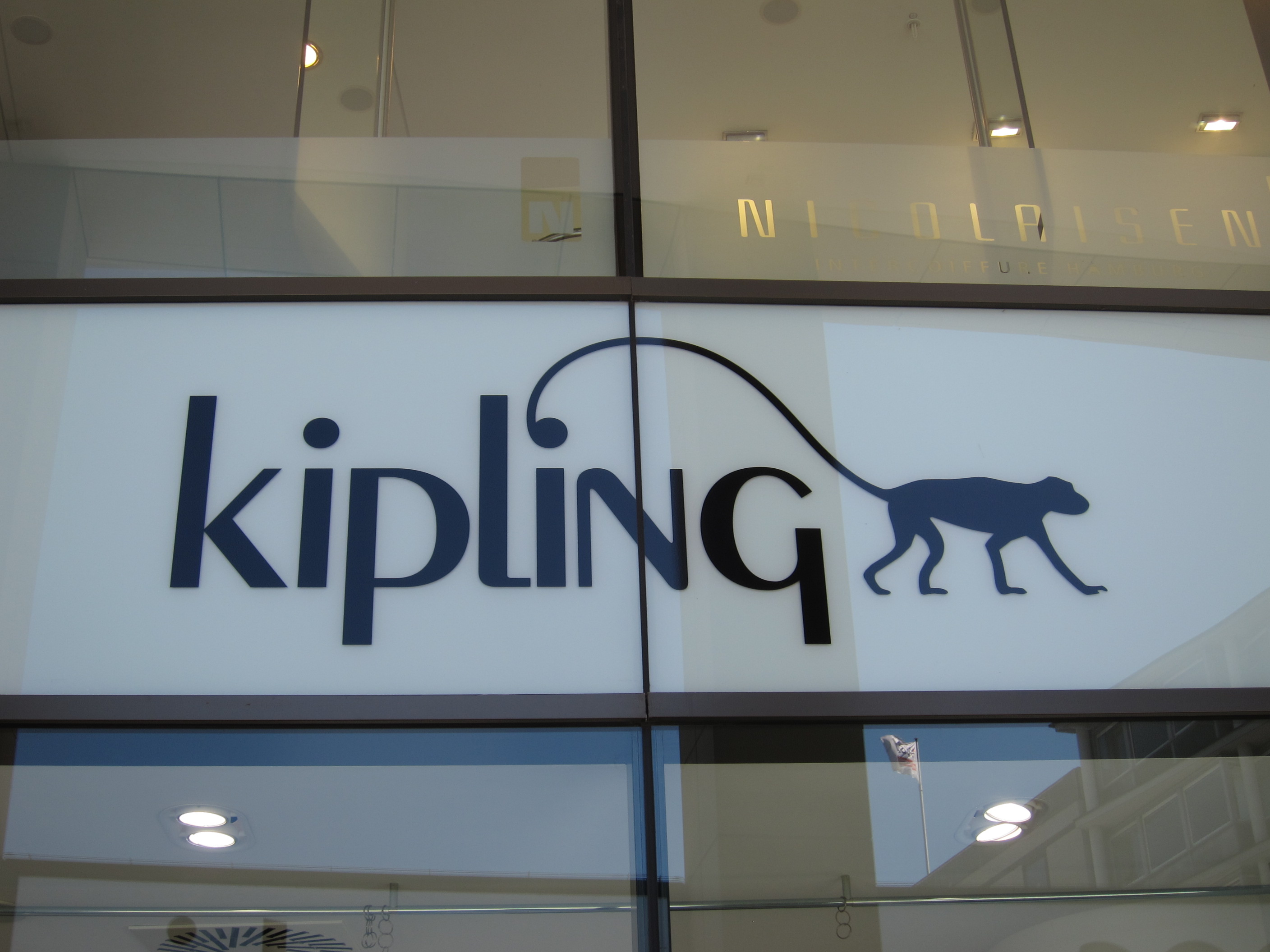
키플링 원숭이 로고 간판

키플링 배지

키플링은 캐주얼 스타일의 액세서리, 가방, 백팩, 여행가방 등으로 잘 알려져 있다. 대표적인 ‘구김 있는 나일론(crinkle nylon)’ 소재 외에도 다양한 소재의 가방을 생산한다. 제품군은 파우치, 지갑, 키홀더부터 핸드백, 크로스백, 토트백, 백팩, 위켄더 백, 여행가방에 이르기까지 다양하다. 특히 튼튼하고 밝은 색상의 여행 가방으로 인기를 끌며, 어린이들 사이에서는 학교 가방으로도 인기가 있다.
키플링은 시그니처 액세서리인 털이 복슬복슬한 원숭이 키체인으로도 유명하다.